# Lepturophis
Lepturophis är ett släkte av ormar som ingår i familjen snokar.
Arter enligt Catalogue of Life:
- Lepturophis albofuscus
- Lepturophis borneensis

The Reptile Database godkänner bara Lepturophis albofuscus.
Lepturophis albofuscus är med en längd av 3 meter eller lite längre en stor orm. Den lever i Thailand, Indonesien och Malaysia. Habitatet utgörs av regnskogar i låglandet där arten vistas nära vattendrag i den täta undervegetationen. Födan utgörs av groddjur, ödlor och små fåglar. Honor lägger antagligen ägg.